# Colobostema albipharsum
Colobostema albipharsum är en tvåvingeart som beskrevs av Cook 1971. Colobostema albipharsum ingår i släktet Colobostema och familjen dyngmyggor. Inga underarter finns listade i Catalogue of Life.